# Wilhelm von Graevenitz (General, 1780)
Karl Wilhelm Georg von Graevenitz (* 22. August 1780 in Breslau; † 14. Januar 1849 in Dresden) war ein preußischer Generalmajor.

## Leben

### Herkunft
Wilhelm war der Sohn des preußischen Generals der Infanterie Friedrich August von Graevenitz (1730–1809) und dessen Ehefrau Juliane Friederike, geborene von Grawert († 1807).

### Militärkarriere
Graevenitz trat am 1. Dezember 1793 als Gefreitenkorporal in das Infanterieregiment „von Reitzenstein“ der Preußischen Armee ein und avancierte bis Ende August 1805 zum Premierleutnant. Als solcher geriet er während des Vierten Koalitionskrieges nach der Kapitulation von Magdeburg in Gefangenschaft und wurde daraufhin inaktiv gestellt.
Nach dem Frieden von Tilsit wurde Graevenitz am 5. März 1809 wieder angestellt und der Brandenburgischen Artillerie-Brigade zugeteilt. Am 21. September 1809 folgte seine Beförderung zum Stabskapitän sowie am 14. Februar 1812 zum Kapitän. Während der Befreiungskriege wurde Graevenitz in der Schlacht bei Großgörschen verwundet und mit dem Eisernen Kreuz II. Klasse sowie dem Orden der Heiligen Anna II. Klasse ausgezeichnet. Er nahm dann an der Schlacht bei Bautzen teil und wurde bei Dresden erneut verwundet. Nach seiner Genesung kämpfte er bei Leipzig und erwarb für Ligny das Eiserne Kreuz I. Klasse. Ferner kämpfte er bei La Fere Champenoise, Wavre und der Blockade von Erfurt. Am 23. April 1814 wurde mit Patent vom 27. Juli 1814 zum Major befördert und am 17. März 1815 mit dem Orden des Heiligen Wladimir IV. Klasse ausgezeichnet.
Am 23. Mai 1816 wurde er in die 5. Artillerie-Brigade versetzt. Vom 31. Januar 1820 bis zum 29. März 1824 war Graevenitz Brigadier der  6. Artillerie-Brigade und anschließend der 2. Artillerie-Brigade. In dieser Stellung erhielt Graevenitz am 17. Juni 1824 eine Prämie von 500 Talern. Im selben Jahr schrieb er das Buch Organisation und Taktik der Artillerie, das auch in französischer Sprache veröffentlicht wurde. Am 18. Juli 1825 wurde Graevenitz mit dem Dienstkreuz ausgezeichnet und er avancierte am 30. März 1829 mit Patent vom 8. April 1829 zum Oberst. Am 23. Dezember 1831 ernannte man ihn zum Inspekteur der 2. Artillerie-Inspektion. Anlässlich des Ordensfestes wurde Graevenitz am 18. Januar 1834 der Rote Adlerorden III. Klasse verliehen, bevor er am 28. Juli 1835 seinen Abschied mit dem Charakter als Generalmajor erhielt.
Am 24. August 1845 wurde er zum Senior des Eisernen Kreuzes II. Klasse ernannt. Am 14. Januar 1849 starb er in Dresden.

### Familie
Graevenitz heiratete am 12. März 1804 in Ansbach Friederike Freiin von Falkenhausen (1783–1823), eine Tochter des Friedrich Ferdinand Ludwig Freiherr von Falkenhausen († 1811) aus dem Hause Wald bei Ansbach. Das Paar hatte mehrere Kinder:
- Auguste
- Emil
- Otto (* 1808)
- Hermann (1810–1837)
- Adeline (1811–1879)
- Gustav (1817–1893), preußischer Major a. D. ⚭ Adelheid von Zacha (1819–1879)
- Eugen (1821–1886), preußischer Major a. D.
- Maximilian (1823–1866), preußischer Hauptmann ⚭ Anna Köpstein (1830–1886)

Nach dem Tod seiner ersten Frau heiratete er in Stettin Betha Schmeling (1804–1882). Aus der Ehe ging die Tochter Clara (1826–1901) hervor, die 1856 Detlev Freiherr von Biedermann (1823–1896), den Sohn des Gustav Heinrich von Biedermann heiratete.

## Schriften
- Organisation und Taktik der Artillerie. Teil 1, Teil 2.